# David Copperfield (film, 1993)
Pour les articles homonymes, voir David Copperfield (homonymie) et Copperfield.
Pour plus de détails, voir Fiche technique et Distribution.
David Copperfield est un long métrage d'animation de Don Arioli sorti en 1993 et adapté de l'œuvre de Charles Dickens, David Copperfield.

## Synopsis
Les personnages sont présentés de manière anthropomorphique : David Copperfield est un jeune garçon dont la mère, Clara, est veuve. Après s'être remariée avec Edward Murdstone, qui n'en veut qu'à son argent, celle-ci tombe malade. Edward décide alors de faire travailler David dans sa fabrique de fromage et de le faire vivre chez son vieil associé, Wilkins Micawber, avec tous les enfants des rues qu'il fait travailler. Malgré sa situation tragique, David va se faire des nouveaux amis, comme Mealy, et Agnes, la fille du Duc et propriétaire de la fabrique d'Edward.

## Fiche technique
- Titre original : David Copperfield
- Titre français : David Copperfield
- Réalisation : Don Arioli
- Scénario : Garfield Reeves-Stevens et Judith Reeves-Stevens d'après l'œuvre de Charles Dickens
- Musique : Al Kasha et Joel Hirschhorn
- Production : CinéGroupe / PMMP
- Producteurs : Jacques Pettigrew et Philippe Mounier
- Pays d'origine :  Canada /  France
- Format : couleur
- Genre : animation
- Durée : 92 minutes
- Date de sortie : 1993

## Distribution

### Voix originales
- Sheena Easton : Agnes Wickfield
- Kelly LeBrock : Clara Copperfield
- Julian Lennon : David Copperfield
- Howie Mandel : Mealy
- Joseph Marcell : Wilkins Micawber
- Andrea Martin : Aunt Betsey
- Michael York : Edward Murdstone
- Kathleen Fee : Clara Peggotty
- Terrence Scammell : M. Grimby
- Walter Massey : Dr. Chillip

### Voix françaises
- Claire Guyot : Agnes Wickfield
- Thierry Wermuth : David Copperfield
- Dany Vasnier : David Copperfield (chant)
- Pierre Laurent : Mealy
- Franck Sitbon : Mealy (chant)
- Bernard Métraux : M. Micawber
- Jacques Mercier : M. Micawber (chant)
- Marie Vincent : Tante Betsey
- Bernard Alane : Edward Murdstone
- Jean Leloup : Edward Murdstone (chant)
- Josiane Pinson : Peggotty
- Jean-Claude Donda : M. Grinbye
- Richard Leblond : Dr Chillip

Chœurs :
- Jean-Michel Kajdan
- Anne Gravoin
- Nabila Mokedden

## Chansons du film
- Pas de garçon (I hate Boys) - Tante Betsey
- Je suis ton héros (I'll Be Your Hero) - David Copperfield
- Bienvenue dans ma fabrique (Welcome to my Warehouse) - Edward Murdstone
- Relax (Street Smart) - Mealy
- Imagination - M. Micawber
- Dites-moi où chercher (Is There Anyone) - Agnes Wickfield et David Copperfield
- La crème () - Les garçons des rues
- Noël en famille () - Chœurs